# Борба за картел
Борба за картел (енгл. A Man Apart) је филм из 2003. године, који је режирао Ф. Гери Греј, са сценаријом који су писали Кристијан Гудегаст и Пол Шеринг. Главне улоге тумаче Вин Дизел, Ларенз Тејт и Тимоти Олифант.

## Радња
Специјална јединица за борбу против наркотика државне полиције ухапсила је највећег трговца дрогом у историји Мексика. У овом тренутку распламсава се рат за титулу наркобоса и територије са плантажама, који је започео извесни „Дијабло”. Криминалац иза решетака, операција завршена. Чини се да је све у реду, али жену главног јунака Шона Ветера (Вин Дизел) убија професионални убица. У очају се поставља исто питање: ко и за шта? Током следеће операције, Ветер претуче једног од осумњичених на смрт, верујући да је он убица његове жене. Шеф одељења одузима Шону полицијску значку на шест месеци. Али он није престао да се бори. Уз помоћ свог блиског пријатеља и колеге Деметријуса (Ларенз Тејт), почиње да „копа” информације о „Ђаволу”. Штавише, ову информацију му даје Мемо Лусеро (Џено Силва) - нарко бос, којег је Шон склонио иза решетака. Лусеро има своје разлоге што му помаже око „Диабла”: прво, убио је његову жену и дете, а друго, за то му је Шон обећао трансфер из савезног затвора. Са својим колегом и блиским пријатељем Деметријусом, он је на путу ка врху нарко-бизниса, Диаблу. Кроз филм се оцртава јасна хијерархијска лествица мафијашке групе. Коначно је стигао до Диабла, Шон га убија и лети кући са Деметријусом. Али ту се не завршава: аутобус који је превозио Лусера бива под ватром, а Лусеро бежи. Извлаче се чињенице да је убица Лусеро. Затим, сам Шон одлази у домовину Лусера, који је по први пут у својој криминалној каријери два пута посетио исто место. Ветерс предаје Лусера властима.

## Улоге
| Глумац          | Улога                     |
| --------------- | ------------------------- |
| Вин Дизел       | Шон Ветер                 |
| Ларенз Тејт     | Деметријус Хикс           |
| Тимоти Олифант  | Џек „Холивуд Џек” Слејтон |
| Џено Силва      | Мемо Лусеро               |
| Џеф Кобер       | Џо „Помона Џо”            |
| Емилио Ривера   | Гарза                     |
| Стив Истин      | Тај Фрост                 |
| Кен Давитијан   | Рамон Кадена              |
| Џеклин Обрадорс | Стејси Ветер              |
| Карин Стефанс   | Кендис Хикс               |
| Хуан Фернандез  | Матео Сантос              |
| Марко Родригез  | Хондо                     |
| Мајк Мороф      | Густаво Леон              |
| Џорџ Шарперсон  | Биг Секси                 |
| Мајлик Стротер  | Монро „Овердоуз” Џонсон   |
| Алис Амтер      | Марта                     |